# Capitulació de Vilafranca
La Capitulació de Vilafranca o Concòrdia de Vilafranca és l'acord al qual arribaren el rei d'Aragó, Joan II, i la Generalitat de Catalunya el 21 de juny de 1461.

## Antecedents
Joan el Sense Fe havia estat nomenat rei d'Aragó en successió del seu germà Alfons el Magnànim en 1458. Casat en segones núpcies amb Joana Enríquez, aquesta influïa en el rei en favor del seu fill Ferran i en detriment del primer fill del rei amb Blanca I de Navarra, Carles de Viana.
Les autoritats catalanes eren partidàries de Carles de Viana com a príncep, la qual cosa produïa contínues tensions amb el rei. El 2 de desembre de 1460, Joan II fa empresonar al seu fill Carles de Viana i les Corts Catalanes, reunides a Lleida, exigeixen el seu alliberament. Tot i negar-s'hi inicialment, finalment el rei cedeix el 25 de febrer de 1461 i és la mateixa reina Joana Enríquez qui portarà Carles a Barcelona.
Nicolau Pujades, com a ambaixador de la Generalitat, rep a la reina fora de Barcelona i li recomana que no entri a la ciutat. Aquesta, investida lloctinent de Catalunya pel rei Joan, s'instal·la a Vilafranca del Penedès, on rebrà diverses ambaixades catalanes.

## L'acord
Fruit d'aquestes negociacions, s'acordà la capitulació de Vilafranca, que la reina Joana Enríquez va signar en nom del seu marit, en què Carles de Viana era reconegut com a primogènit i lloctinent perpetu de Catalunya. A més el monarca es comprometia a no entrar a Catalunya sense permís de les autoritats de la Diputació.
De resultes de l'acord, el Príncep de Viana és rebut amb gran alegria a Barcelona i Galceran de Requesens, anterior lloctinent i home contrari al corrent polític de la Generalitat, és desterrat a València.